# Importante
Importante è un singolo del rapper italiano Marracash, pubblicato il 9 dicembre 2022 come unico estratto dalla riedizione del settimo album in studio Noi, loro, gli altri.

## Descrizione
Il brano è caratterizzato da un campionamento dell'arrangiamento originale di L'importante è finire del 1975, opera del maestro Pino Presti e incluso nell'album La Mina.

## Video musicale
Il video, diretto da Ludovico Di Martino, è stato reso disponibile il 13 dicembre 2022 attraverso il canale YouTube del rapper.

## Classifiche
| Classifica (2022) | Posizione massima |
| ----------------- | ----------------- |
| Italia            | 13                |

## Riconoscimenti
- Videoclip Italia Awards
  - 2023 – Candidatura ai miglior color granding[6]